# 婚前性行為

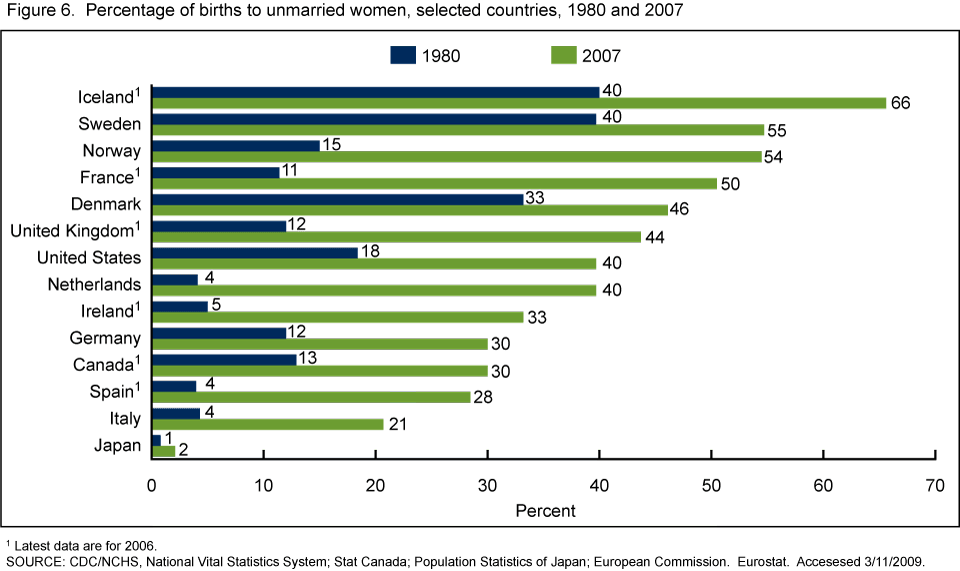
比較一些國家1980年及2007年時，未婚女性懷孕的比例

婚前性行為（英語：pre-marital sex），指人類性行為的參與者在結婚之前發生的性行為。婚前性行為在一些宗教中會視為犯罪，許多文化也會認為婚前性行為不符合性倫理，視為禁忌。自從1960年代的性革命開始，一些西方國家已比較可以接受婚前性行為。2014年有關全球倫理的皮尤報告指出，在穆斯林佔多數的國家（例如馬來西亞、埃及、約旦、巴基斯坦），特別無法接受婚前性行為。
這些國家超過90%反對婚前性行為。而西方國家的接受度最高，像西班牙、德國和法國，只有不到10%的人反對。
而發生婚前性行為是在什麼樣的情境、是否能被社會大眾接受或容忍的程度，在各種不同文化之間有所差異。看待婚前性行為的重要意義，在一些文化中與傳統上處女、處男概念相關聯。然而，婚前性行為可指稱其他多重性關係情境（如外遇，發生外遇的已婚者雖與配偶存在婚姻關係，但對於外遇對象之間彼此並無實質婚配關係）或超過一個以上的性伴侶關係。

## 定義
一直到1950年代為止，「婚前性行為」是指二個接下來要結婚的人，在婚前發生的性行為。當時西方社會的常態是男女在超過21歲之後就結婚，不太考慮會有人發生性行為，而不結婚的情形。「婚前性行為」一詞是用來代替有負面意涵的私通，也和在結婚前性禁慾的處子、處女概念有關。
此一詞語後來改成表示二個人在結婚之前發生的性行為，不考慮這二人是否是情侶，接下來是否要結婚。此一定義有一些歧義，不清楚二人若是法定禁止通婚的親屬，或是和沒有打算與其結婚的人發生性行為，是否算是「婚前」性行為。
也有一些代替「婚前性行為」的詞，例如「非婚性行為」（non-marital sex，和通姦有重疊）、青年性行為（youthful sex）、青少年性行為（adolescent sex）等。這些詞也有一些歧義，因為「性行為」的定義也會隨人而不同。

## 盛行率
目前的西方文化中，有關在結婚前要性禁慾的社會價值已不是主流。在歷史上，相當高比例的人在婚前曾發生過性行為，但願意承認的人不多。在一個美國的研究中，在1910年之前出生的男性，有61%承認有婚前性行為，女性承認的比例則有12%。這樣的性别差異可能是因為文化上有關承認性活動的雙重標準所造成的，也有可能是因為男性較常嫖妓。
從1920年代開始，特別是在第二次世界大戰後，婚前性行為開始更加普遍，特別是在女性身上。在二十世紀末，美國人約有75%至80%在22歲以前就有進行過陰道性行為。這個現象有許多不同的原因，包括結婚年齡的提高，以及有效避孕工具的普及。
2001年联合国儿童基金会曾有針對青少年性行為的問卷，有相關資料的已開發國家有12個，其中10個國家有超過2/3的青少年在不到二十歲時就已發生性行為。在丹麥、芬蘭、冰島、挪威、英國和美國，在不到二十歲就發生性行為的青少年超過80%。在澳洲、英國和美國，十五歲的青少年約有25%已有性行為，到十五歲時，比例已到達50%。在2005年凯泽家族基金会針對美國青少年的研究中，29%的青少年有感受到要有性行為的壓力，有33%性活躍的青少年表示「在一個太快進行性行為的關係中」，有24%表示「曾發生過他們其實不是想要的性行為。」。很多民意調查指出同儕壓力是鼓勵青少年發生性行為的因素之一。
根據2007年Public Health Reports中的文章，大多數的美國人曾有婚前性行為。針對目前的青少年、1950年代末期及1960年代初期的青少年都是如此。National Survey of Family Growth中的資料指到，在2002年時，有77%的美國人在20歲時已有性行為，該比例中，有75%是婚前性行為。而1964年到1993年之間滿15歲的女性中，在30歲時約有91%有過婚前性行為，在1954年和1963年之間滿15歲的女性中，在30歲時約有82%有過婚前性行為。另外，比較1988年–1996年以及2004年–2012年的General Social Survey，2004年–2012年的受訪者在18歲起的性伴侶沒有增加，性行為的頻率以及性伴侶的數量也沒有像1988年-1996年的受訪者那麼多。這二次的問卷中，在性行為上沒有明顯的變化。不過目前的受訪者
比較多和一夜情對象或是朋友發生性行為，而以往比較多是和男女朋友或是固定對象發生性行為從1943年到1999年，有關婚前性行為的態度變化，因此年輕女性同意性行為的比例從12%上昇到73%，年輕男性的比例則從40%上昇到79%。人們對婚前性行為的罪惡感也在下降。2005年時只有不到25%的人認為婚前性行為是「一定錯誤，或是幾乎一定錯誤」的。

### 性別差異
有一份針對美國大學青少年的队列研究，指出男性自評對於一夜情的接受程度比女性要高。另一個研究則將大學生依其理想的性行為對象分類，那些只想和男女朋友發生性行為的人，其勾搭或「炮友」對象的數量會比那些想要維持「彈性關係」及隨意性行爲的人要少。
2006年有一份分析Toledo Adolescent Relationships Study的研究，發現男性回報的非約會性伴侶數量比女性要多。在此例中，有1/3的男生只和其浪漫對象發生性行為，和之前沒有約會的對象發生性行為的男生中，有1/3希望這個對象可以成為他的女朋友。許多男生比較想和浪漫對象發生性行為，而不是和朋友或是炮友發生性行為。
2011年有一個針對青少年在發生性行為後，對於對方情感上的反應，發現正面的情感反應比較多，負面的比較少，男生和女生都指出其經驗是正面多於負面。女性指出保險套的使用帶來的負面情緒反應較多，正面反應較少，而對於男性，保險套的使用帶來的負面情緒反應較少，正面反應較多。有一個在人類性行為課程中23年的研究，發現對於第一次的性經驗，男性和女性有不同的反應。在早期的研究中，男性的愉悅和焦慮都比女性要高，女性的罪惡感則比男性要大。23年的队列研究發現，近年來女性比較多感到愉悅，比較少感到罪惡感。男性和女性的情感反應差異，在這23年來略有下降。男性和女性對於第一次性行為情緒反應的接近，可能和美國越來越多將婚前性行為視為常態有關。在一個國際性的線上問卷中比較世界經濟論壇中37個國家居民的意見，要找出這些國家性別平等的情形，發現性別平等較高的國家有較多的隨意性行為、較多的性伴侶、初次性行為的年齡較低，也對婚前性行為的接受度比較高。
有些國家對婚前性行為的性別差異和貞操有關。印度的新娘在新婚之夜可能要接受貞操檢查，若不是處女，可能會被丈夫驅逐，甚至會被名譽殺害，男性不用接受類似的測試，就算有婚前性行為也不會被發現。伊朗的丈夫若發現妻子有婚前性行為，可以以此為離婚的理由。因此，為了證明女性的貞操，不少婦女會進行處女膜重建術。

### 族群差異
美國的各族群及文化群體，在宗教以及性態度上有很大的差異。有一個針對大學生的研究，發現亞裔在性態度上比西班牙裔或是歐洲裔的美國人要保守。西班牙裔和歐洲裔的性態度相近。較注重靈性程度的亞裔、西班牙裔和歐洲裔美國女性，其保守的性態度和其接受的信仰有關。宗教信仰以及宗教原教旨主義可以明確的預測亞裔及歐洲裔美國人的性保守態度。
在印度首都孟买，針對大學生的研究指出，有3%的女性有過婚前性行為，26%的男性有過婚前性行為。人口理事會（Population Council）是一個國際性的NGO，在2006年提出工作報告，說明印度國民有類似的統計數據。印度少於10%的女性有婚前性行為，男性則是15%至30%。巴基斯坦則有11%的男性有婚前性行為。

## 安全性行為
醫療衛生專業組織建議有婚前性行為的人進行防護措施，避免或減少性傳播疾病（例如艾滋病）。若是進行异性性行為，還有非預期懷孕的風險。世界各國的性教育會教授學生生殖健康、安全性行為、性禁慾及生育控制。
若未婚者在沒有生殖健康及生育控制的情形下發生性行為，會增加未成年懷孕的比率，也可能會罹患性傳染病。未成年懷孕的比例在各國的差異很大，從部份撒哈拉以南非洲國家，每1000名女孩中有143人未成年懷孕，到大韓民國1000名女孩中有2.9人未成年懷孕。美國的數據是每1000名女孩中有52.1人未成年懷孕，是已開發中國家中最高的，也是歐盟平均值的四倍。不同國家未成年懷孕比率的差異和一般性教育的普及程度，以及避孕工具是否容易取得有關。

## 宗教
宗教信仰的不同，也造成了對婚前性行為的不同觀點，有些是因為其古代的宗教經典中就禁止這類行為。較積極參與宗教活動的人比較少有婚前性行為，或是在較晚才發生第一次的婚前性行為。 基督教（含天主教、東正教、新教）、猶太教和伊斯兰教都對於特定的性行為以及婚外的性行為有嚴格的規定。相反的，佛教就沒有對於特定性行為的類似嚴格規定。。穆斯林和印度教徒有婚前性行為的情形比基督徒、猶太教徒及佛教徒要少。伊斯兰教對婚前性行為態度的影響程度最大。在以穆斯林為主流的國家裡，人們有婚前性行為的比例最低。2013年的研究指出超過60%的穆斯林表示曾在婚前有過性行為，印度教徒是65%，基督徒是71%（主要是在歐洲和北美），猶太教徒是84%，佛教徒超過85%。若學生就讀有宗教背景（主要是基督教各教派）的大學，對婚前性行為的接受態度會比其他學生要低。

## 文化觀點
有關婚前性行為的文化觀點會隨著個人、文化以及時代而不同。西方文化以往不贊成婚前性行為，甚至一度曾禁止婚前性行為。在其他文化中（例如印度中央邦的穆里亞人），可以接受婚前性行為，甚至一度還期望青少年們這樣做。
在同一群體中，每一個人對婚前性行為的文化觀點也會有很大的差異，從婚前完全的性禁欲到頻繁的隨意性行為都有。這些觀點和個人的價值觀有關，會受家長、宗教、朋友、經驗影響，也常常會被媒體影響。在最近幾十年來，西方國家中未婚同居及非婚生子女已慢慢增加。經濟學家Jeremy Greenwood（2019, Chp. 4）曾經提到避孕技術的進展讓婚前性行為的比例增加，也讓家長、教會及政府的恥辱減少。他提到單身未婚人士會評量婚前性行為的成本（可能會避孕的風險）及好處。避孕技術的進展降低了婚前性行為的成本。而家長及社會機構也會考量社會化的成本及好處。避孕技術的進展降低了社會化的好處，因為婚前性行為造成非預期懷孕的風險降低，而非預期懷孕正是造成家長以及社會機構的壓力。因此這些就造成了社會變更。

## 法律
印度尼西亞國會在2022年12月通過的印度尼西亞刑事訴訟程序，將部份的婚外性行為以及同居視為有罪。政府官員指出，新的刑事訴訟程序著重隱私和人權，法案經過修訂，會以起訴控告為基礎，只有伴侶、家長或是兒女才能起訴控告。根據此一法律，政府認為地方的執法機關不會有侵害人權的情形，也不會有地方法規對地方執法機構有完整控管能力的情形。印尼法律及人權部的部長表示：「當這些條文納入刑法之後，一定不會有突襲搜查的情形。」他解釋有一些地區有相關規定，授權公共秩序機構（Satpol PP）的官員到酒店和旅館進行突襲搜查。
當法案經過修訂，納入刑法後，會撤消不符合法律的規定。印度尼西亞是以穆斯林為主要族群的國家。

### 書目
- .  3. New York: Marshall Cavendish: 663–666. 2010. ISBN 978-0-7614-7908-6.
- Regnerus, Mark; Uecker, Jeremy. . Oxford: Oxford University Press. 2011. ISBN 978-0-19-974328-5.